# Liste der Naturdenkmäler in Pfitsch
Die Liste der Naturdenkmäler in Pfitsch (italienisch Val di Vizze) enthält die acht als Naturdenkmal ausgewiesene Objekte auf dem Gebiet der Gemeinde Pfitsch in Südtirol.
Basis ist das im Internet einsehbare offizielle Verzeichnis der Naturdenkmäler in Südtirol (Stand: 23. Januar 2015). Dabei kann es sich um botanische, geologische oder hydrologische Naturdenkmäler handeln. Die Reihenfolge in dieser Liste orientiert sich an der ID, alternativ ist sie auch nach dem Namen sortierbar.

## Liste
| Foto |                 | Name                                        | Standort                     | Beschreibung                                    |
| ---- | --------------- | ------------------------------------------- | ---------------------------- | ----------------------------------------------- |
| BW   | Datei hochladen | Schlossau ID: 066_G01                       | 46° 53′ 59″ N, 11° 27′ 4″ O  | Hydrologisches Naturdenkmal: Quellmoor          |
| BW   | Datei hochladen | Tropfsteinquelle im Burgumertal ID: 066_G02 | 46° 55′ 53″ N, 11° 32′ 38″ O | Hydrologisches Naturdenkmal: Tropfsteinquelle   |
| BW   | Datei hochladen | Burgumerau ID: 066_G03                      | 46° 56′ 23″ N, 11° 31′ 45″ O | Hydrologisches Naturdenkmal: Bach               |
| BW   | Datei hochladen | Wasserfall des Unterbergbaches ID: 066_G04  | 46° 58′ 39″ N, 11° 39′ 17″ O | Hydrologisches Naturdenkmal: Wasserfall         |
| BW   | Datei hochladen | Bergseen am Pfitscher Joch ID: 066_G05      | 46° 59′ 39″ N, 11° 39′ 32″ O | Hydrologisches Naturdenkmal: See                |
| BW   | Datei hochladen | Gliedergang ID: 066_G06                     | 46° 57′ 53″ N, 11° 40′ 18″ O | Geologisches Naturdenkmal: Mineralienfundstelle |
| BW   | Datei hochladen | Mühlbachau ID: 066_G07                      | 46° 53′ 13″ N, 11° 27′ 3″ O  | Hydrologisches Naturdenkmal: Feuchtgebiet       |
| BW   | Datei hochladen | Maisslbachfälle ID: 066_G08                 | 46° 58′ 23″ N, 11° 37′ 44″ O | Hydrologisches Naturdenkmal: Wasserfall         |

| Foto: | Fotografie des Naturdenkmals. Klicken des Fotos erzeugt eine vergrößerte Ansicht. Daneben finden sich zwei Symbole: |
| ID    | Identifikator bei der Abteilung Natur, Landschaft und Raumentwicklung der Südtiroler Landesverwaltung               |